# Krigsåret 1889

## Pågående krig
- Mahdistupproret (1881-1899)

## Händelser
- 9-10 mars – Slaget vid Gallabat
- 3 augusti – Slaget vid Toski

## Födda
- 4 april - Hans-Jürgen von Arnim, tysk generalöverste.
- 20 april - Adolf Hitler, tysk diktator 1933-1945.
- 22 april - Richard Glücks, tysk SS-officer.
- 15 juni - Hans-Jürgen Stumpff, tysk flygmilitär.
- 8 november - Kurt Fricke, tysk sjömilitär, amiral 1942.
- 16 november - Dietrich Kraiss, tysk generallöjtnant.

## Avlidna
- 6 december – Jefferson Davis, amerikansk krigsminister.